# Andreas Neuendorff
Andreas Neuendorff, född 24 oktober 1794, död 27 april 1828 i Karlskrona, var en klavermakare i Karlskrona (1822–1827). Han tillverkade gitarrer, kabinettpianon och tafflar.

## Biografi
1822 arbetade Neuendorff som snickargesäll hos musikdirektör Johann Hermann Mankell. Familjen bodde i Karlskrona. Neuendorff avled 27 april 1828 i Karlskrona
Han var gift med Anna Maria Berg (född 1803). De fick tillsammans barnen Johan Fredrick (1824-1824), Carl August (född 1825) och Anna Sophia (född 1828).
Familjen bodde på kvarter Wachtmeister 45.

## Produktion
Lista över Neuendorffs produkten.
| År   | Produkt/Arbete   | Summa |
| ---- | ---------------- | ----- |
| 1822 | Stränginstrument | 500.  |
| 1823 | Stränginstrument | 400.  |
| 1824 | Stränginstrument | 400.  |
| 1825 | Stränginstrument | 400.  |
| 1826 | Stränginstrument | 400.  |
| 1827 | Stränginstrument | 400.  |

## Medarbetare
1823-1827 har han en gesäll hos sig.